# Ageratina adenophora
Espèce
Classification phylogénétique
Synonymes
- Eupatorium adenophorum Spreng.
- Eupatorium glandulosum
 Humb., Bonpland & Kunth
- Eupatorium pasadenense Parish

Ageratina adenophora est une espèce de plante à fleurs de la famille des Asteraceae originaire du Mexique.

## Description
Ageratina adenophora est une plante vivace herbacée qui peut atteindre 1 ou 2 m de hauteur. Elle a des feuilles triangulaires à bord dentelé qui font de 6 à 10 cm de long sur 3 à 6 cm de large. Les fleurs composées apparaissent en fin de printemps et en été, et sont groupées en grappes à l'extrémité des branches. Chaque fleur mesure jusqu'à 0,5 cm de diamètre et est de couleur blanc crémeux. Elle est suivie par une petite graine brune avec parachute blanchâtre.

## Distribution et habitat
Elle est originaire du Mexique, mais on la trouve dans beaucoup d'autres régions du monde comme espèce introduite et souvent mauvaise herbe nuisible. Elle a provoqué des pertes économiques importantes dans l'agriculture dans le sud-ouest de la Chine et y menace la biodiversité indigène. Elle a d'abord été introduite par inadvertance dans le Yunnan vers 1940 et sa propagation rapide est due en partie à son concurrence allélopathique avec d'autres espèces végétales. C'est également une mauvaise herbe en Australie où elle a été introduite à Sydney en 1904. Elle s'est propagée le long des côtes de la Nouvelle-Galles du Sud et le sud du Queensland.
Ageratina adenophora s'est également implantée à Hawaii et aux États-Unis continental, où elle est reconnue comme une mauvaise herbe dans dix États du Sud et du Sud-Ouest.
Ailleurs, c'est une espèce envahissante dans de nombreux pays tropicaux et subtropicaux, notamment nord-est de l'Inde, au Sri Lanka, au Nigéria, en Asie du Sud, dans les îles du Pacifique, les îles Canaries et en Afrique du Sud.

## Biochimie
La plante contient de nombreux types de terpènes, d'alcaloïdes et de phénols tels que des flavonoïdes, phénylpropanoïdes et des coumarines. Le cadinène joue un rôle dans l'allélopathie de la plante.

## Toxicité
Elle est toxique pour le bétail. Une consommation continue chez les chevaux peut entraîner une maladie pulmonaire chronique, connue sous le nom maladie équine de Numinbah (ou de Tallebudgera) dans le nord de la Nouvelle-Galles du Sud et du Queensland. Des épidémies se sont produites à Hawaï dans les années 1920, puis dans l'est de l'Australie et de Northland en Nouvelle-Zélande. Des cas de fermes ayant perdu tout leur cheptel ont été rapportés. La maladie se caractérise par une altération de la capacité à travailler ou supporter l'exercice physique, ainsi que par de l'emphysème. Les analyses ont mis en évidence des pneumopathies interstitielles telle que la fibrose pulmonaire.
Une hépatotoxicité a été expérimentalement mise en évidence chez la souris, quelquefois associée à des altérations biochimique du plasma sanguin. Au Bhoutan, une maladie équine dite maladie d'Adarukha — du nom du village du district de Wangdue Phodrang d'où est partie l'épidémie — causant des ballonnements et des gonflements de l'estomac a entrainé dans les années 2000 un fort déclin de la population équine.

## Galerie

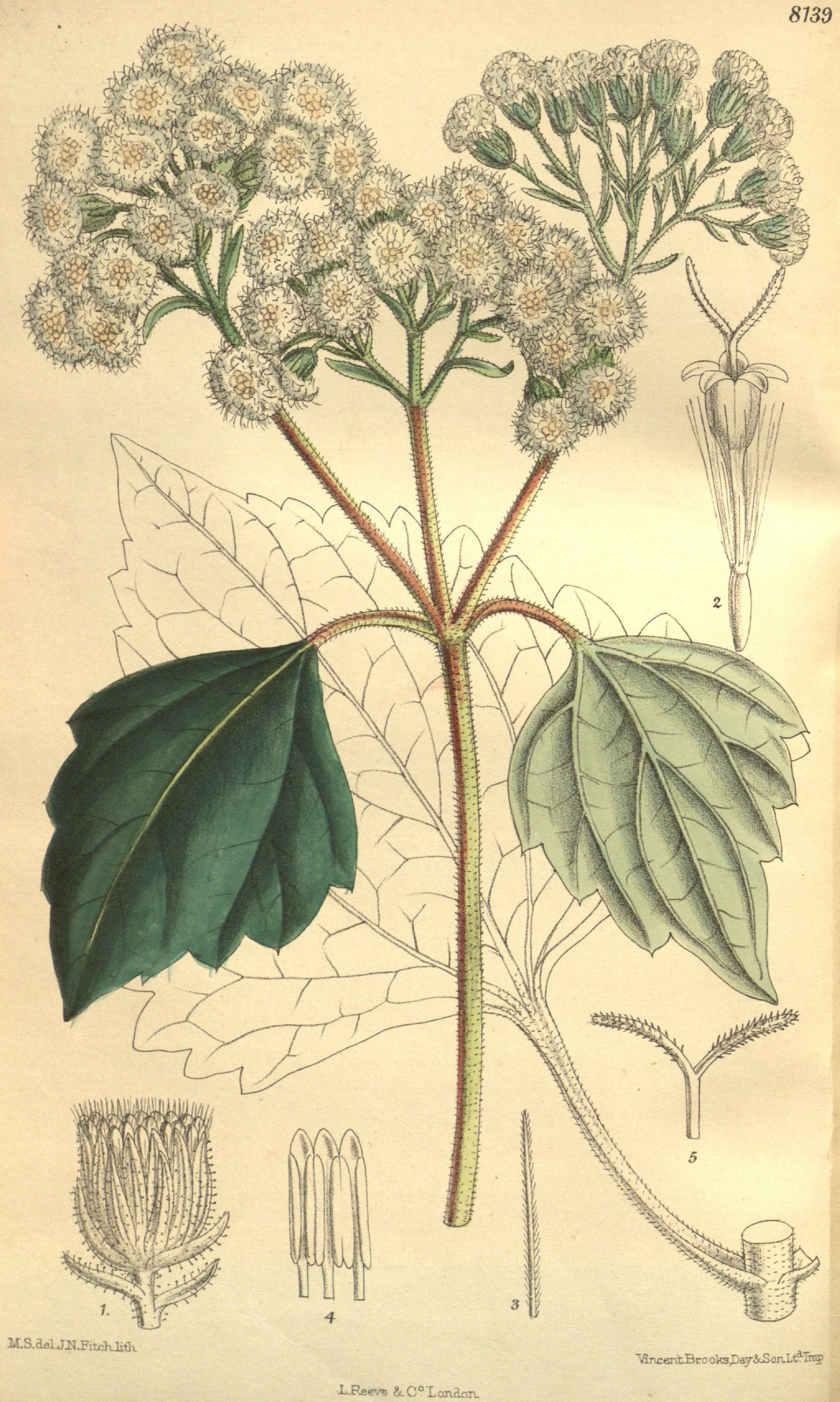
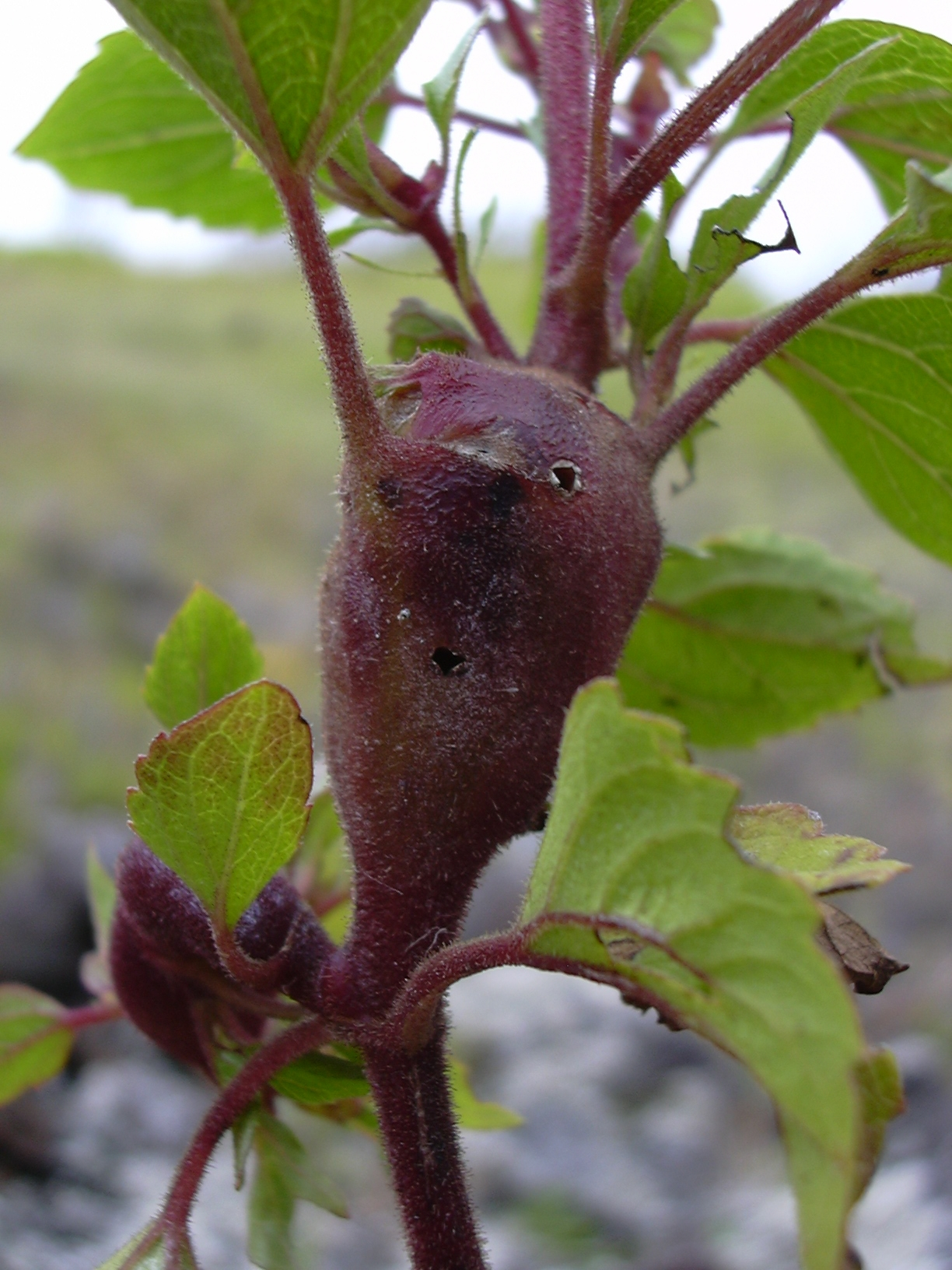
Racine.
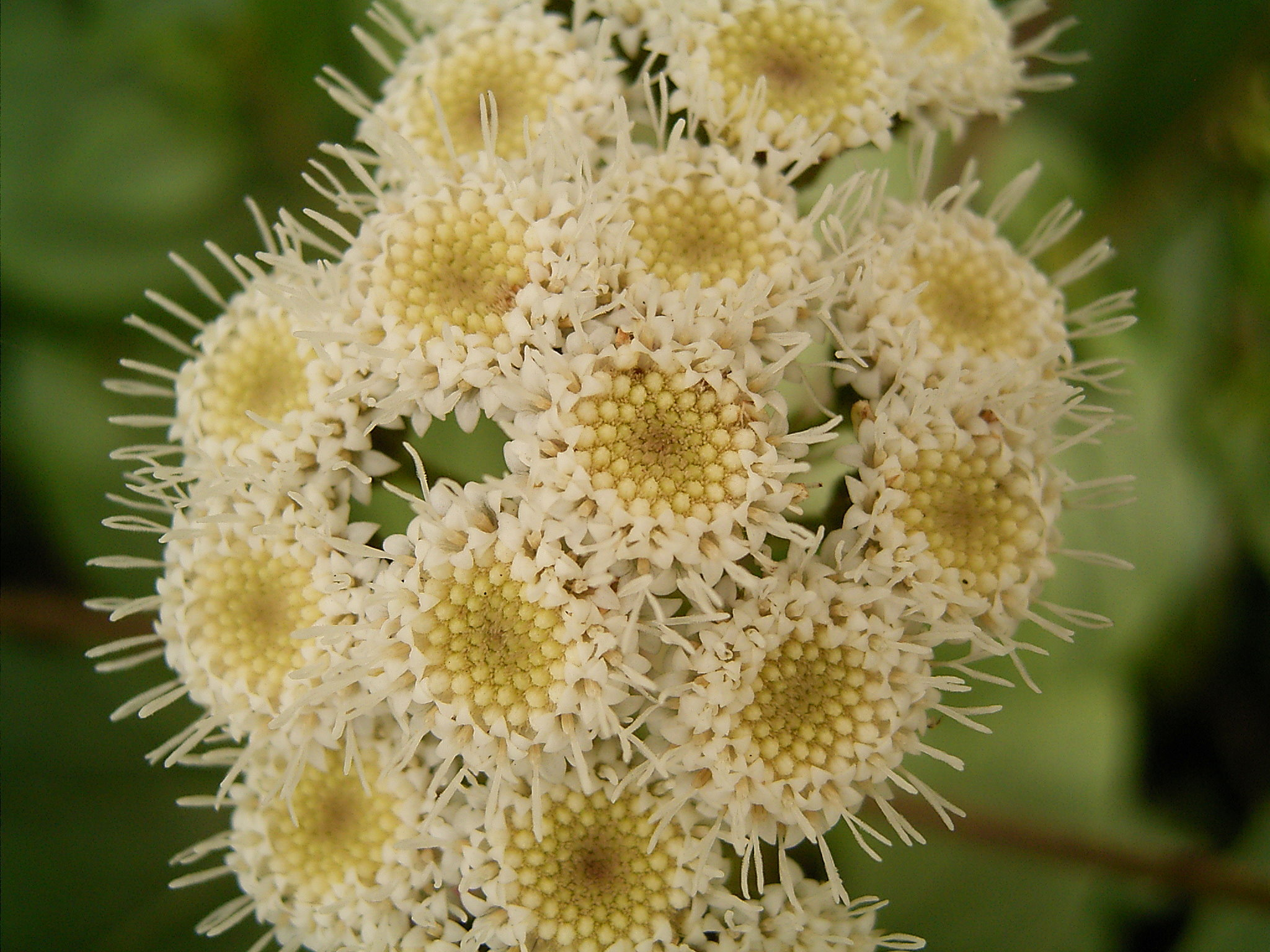
Inflorescences.
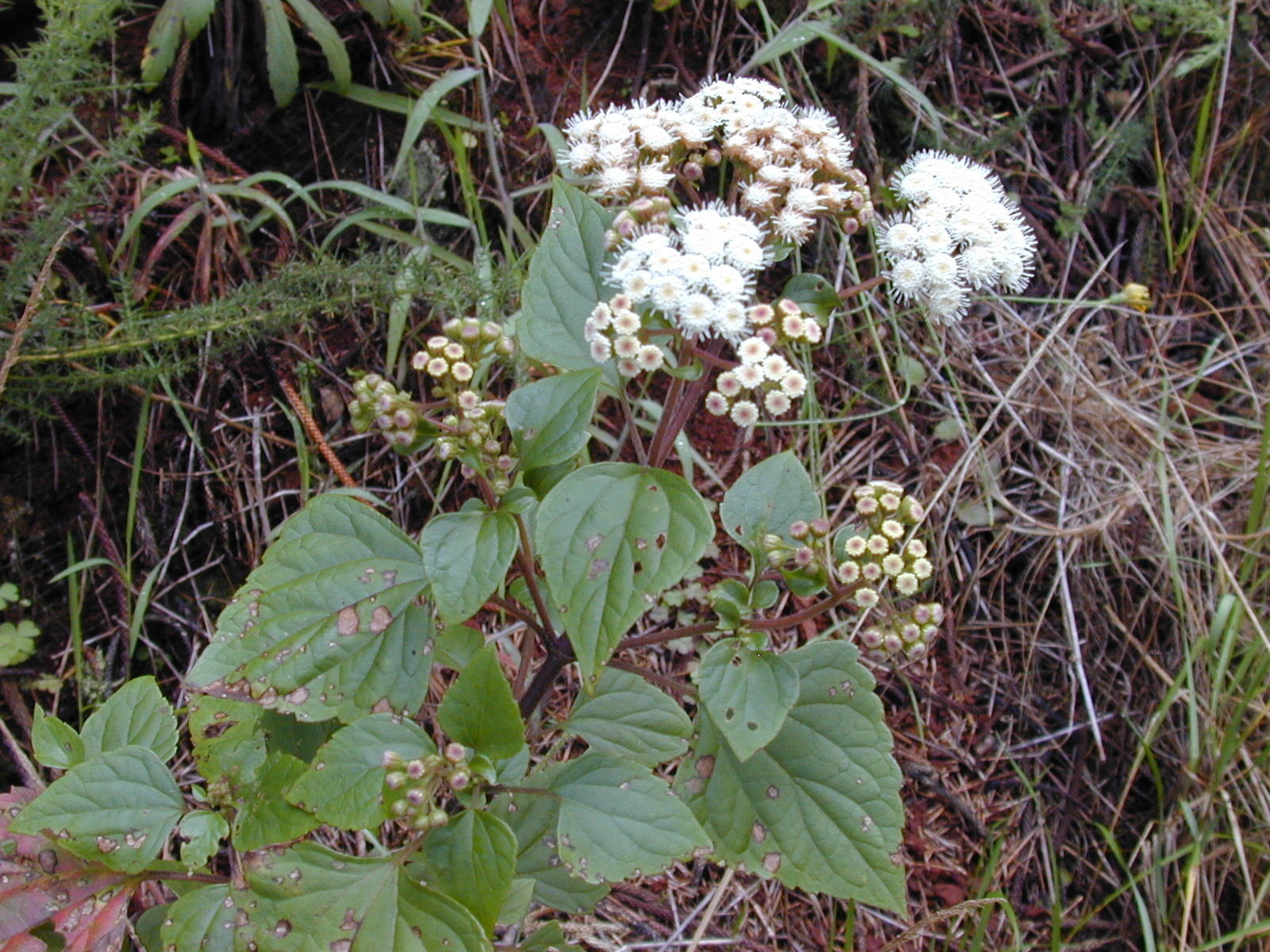
Feuilles et inflorescences.